# Chicory Tip
Chicory Tip was een Britse popband uit Maidstone. De band bestond oorspronkelijk uit zanger Peter Hewson (geboren op 1 september 1945 in Gillingham), gitarist Richard 'Rick' Foster (geboren op 7 juli 1946), basgitarist Barry Mayger (geboren op 1 juni 1946 in Maidstone, overleden op 14 januari 2020 in Portugal), drummer Mick Russell die bij het trouwen en verhuizen naar Wales in 1970 werd vervangen door Brian Shearer (geboren op 4 mei 1951 in Lewisham, Zuidoost-Londen) en gitarist en toetsenist Rod Cloutt (geboren Rodney Cloutt, 22 januari 1948, Gillingham, overleden in Australië 2016).
Chicory Tip bracht slechts enkele platen uit in de Verenigde Staten. Hun naam werd ingekort tot alleen Chicory voor de Amerikaanse markt voor hun eerste twee publicaties daar, voordat ze terugkeerden naar de volledige naam.

## Bezetting
- Peter Hewson (1945) (zang)
- Barry Mayger (1946-2020) (e-basgitaar)
- Rod Cloutt (1949-2017) (gitaar, keyboards, zang, tot 1974)
- Brian Shearer (1951) (drums, tot 1974)
- Dick 'Rick' Foster (1946) (keyboards, tot oktober 1972)
- Richard Studholme (gitaar, vanaf 1974 voor Cloutt)
- John Longley (drums, vanaf 1974 voor Shearer)

## Geschiedenis
De band werd opgericht in 1967, hun naam was gekozen door Barry Mayger die een koffiefles (waarschijnlijk Camp Coffee) zag met cichorei op het etiket. Hij bood de naam Chicory Tip aan en die werd door de rest van de band geaccepteerd. Ze werden gecontracteerd bij CBS Records. Ze waren oorspronkelijk bekend als The Sonics. De eerste paar singles flopten, hoewel Excuse Me Baby (een remake van een kleine Britse hit voor The Magic Lanterns in 1971) ervoor zorgde dat de band voor het eerst verscheen in het BBC Television-popmuziekprogramma Top of the Pops.
Het grootste succes van de band kwam nadat hun producent en manager Roger Easterby een vooruitgeschoven exemplaar tegenkwam van Son of My Father, een lied geschreven door Giorgio Moroder en Pete Bellotte. Bellotte schreef Engelse teksten voor de zelfgeschreven hit Nachts Scheint Die Sonne van Michael Holm, maar Moroder schreef de muziek op het origineel zoals bevestigd op de bladmuziek voor het nummer. Overtuigd van het potentieel ervan, verzekerde hij zich van de mogelijkheid om de eigen coverversie van de band snel op te nemen in concurrentie met het origineel. Het resultaat was een nummer 1-hit in de Britse singlehitlijst gedurende drie weken in februari 1972. Het was een van de eerste hitsingles met een Moog-synthesizer, die in dit geval werd geprogrammeerd en gespeeld door studio-ingenieur en platenproducent Chris Thomas. terwijl in hun verschijning bij Top of the Pops werd gespeeld door studiomuzikant Trevor Bastow. Van de single werden meer dan een miljoen exemplaren verkocht in juli 1972 en werd bekroond met een gouden schijf.
Son of My Father en What's Your Name werden beide opgenomen in de Air Studios van George Martin.
Er volgden nog twee Top 20-hits in dezelfde stijl, What's Your Name en Good Grief Christina, die ook nummer vier in Noorwegen werd. Het nummer Cigarettes, Women and Wine werd gespeeld op Radio Luxembourg, maar slaagde er niet in om in het Verenigd Koninkrijk in de hitlijsten te komen, waarschijnlijk als gevolg van een BBC Radio 1-verbod vanwege de verwijzingen naar roken. Het nummer plaatste zich echter in de Noorse hitlijsten op nummer acht. Tussen What's Your Name en Good Grief Christina stond de single The Future Is Past. De B-kant Big Wheels Rolling toonde een nieuwere stijl en was de belangrijkste reden waarom Rick Foster de band verliet (vervangen door Rod Cloutt). Toen deze single niet in de hitlijsten kwam, ging Chicory Tip weer terug naar hun kenmerkende stijl.
De single I.O.U., mede geschreven door Pete Bellotte (die de teksten schreef) en Giorgio Moroder (die de muziek schreef) werd uitgebracht, maar slaagde er niet in om zich in de hitlijst te plaatsen. Een laatste poging om de hitparades op CBS te bereiken, zorgde voor een verandering in het schrijfteam na zes singles, allemaal geschreven door Moroder/Bellotte. Deze keer werd het hit songwriting team van Ken Howard en Alan Blaikley gebruikt voor het nummer Take Your Time Caroline, maar ook dat mislukte. De band bracht nog een single uit, dit keer bij het Route label van Roger Easterby. Het was de eerste single bij Route en heette Survivor. Het is geschreven door Zack Lawrence en J. Weston. Lawrence was pianist op de hit Groovin' With Mr Bloe van Mr. Bloe.
De band bracht het enige album Son of My Father uit. Er zijn twee versies uitgebracht. Excuse Me Baby was het laatste nummer op kant één in de eerste persingen, maar toen What's Your Name een hit werd, verving het Excuse Me Baby op latere exemplaren. Het album werd nooit op cd uitgebracht in het Verenigd Koninkrijk, maar de Japanse import bevat alle nummers plus veel van de latere opnamen bij CBS.
De band ging in 1975 uit elkaar, maar Peter Hewson (met nieuwkomers John Wilson en Trevor Price) ging weer voor korte tijd de weg op, maar ging uit elkaar. Er waren andere versies van Chicory Tip zonder de originelen tot 1996, toen drie van de originele hitmakers, Foster, Barry Mayger en Brian Shearer de band opnieuw formeerden zonder Peter Hewson, wiens keel hem problemen bezorgde.
Chicory Tip is nog steeds in het circuit met de twee oorspronkelijke leden Foster en Shearer, en Mayger woonde tot aan zijn dood in Portugal. In 2000 registreerden Foster, Shearer en Mayger het eerste nieuwe Chicory Tip-product sinds 25 jaar. Chicory Tip in 2000 bevatte versies van de drie grootste hits, evenals covers en medleys van populaire hits van andere acts.
Hewson nam in 1983 de single Take My Hand op met Vince Clarke bij het Reset-label via RCA Records, maar zong niet meer. Na het uiteenvallen van Chicory Tip runde hij een muziekclub in Maidstone. Rod Cloutt woonde tot zijn dood in Australië.
Roger Easterby en Des Champ waren coproducenten van de gehele Chicory Tip-catalogus. Easterby ging de paardenracesindustrie in nadat zijn muziekcarrière was geëindigd. Champ overleed in 2006 op 77-jarige leeftijd aan kanker. Het eerste lid van Chicory Tip dat overleed was Rod Cloutt in Australië in 2017.
Hoewel Chicory Tip slechts één album maakte, waren er vijf officiële compilatie-cd's die buiten Groot-Brittannië werden uitgebracht, en een Best Of vinylcompilatiealbum in Zweden. De meest uitgebreide cd is echter The Singles Collection, uitgebracht door 7T's Records met alle a- en B-kanten die ooit door de band zijn opgenomen. Het label kocht de mastertapes, maar de eerste single Monday After Sunday gebruikte Rick Fosters eigen mintvinyl-exemplaar voor de cd omdat de oorspronkelijke tapes verloren gingen. Deze verzameling van 22 nummers bevatte niet de andere zeven nummers die door de band zijn opgenomen, maar de Japanse cd van Son of My Father heeft ze wel. In 2019 bracht 7T's Records The Complete Chicory Tip dubbel-cd uit met alle 30 nummers van de band - 29 voor CBS Records en de laatste single voor Route Records.
De enige andere opnamen die door Chicory Tip werden gemaakt, waren BBC-sessies in de vroege jaren 1970, met covers van Kentucky Woman (Neil Diamond), Drinking My Moonshine (Mayfield's Mule), It's For You (Three Dog Night), I'm Gonna Make You Love Me (Temptations & Supremes), Light My Fire (The Doors), Gypsy (Moody Blues) en Walk Like A Man (The Four Seasons). Er wordt gedacht dat geen van de sessies het heeft overleefd en waarschijnlijk is schoongeveegd met de tapes die werden gebruikt om op te nemen vanwege een tekort aan tape bij de BBC.

## Discografie

### Singles
- 1970: Monday After Sunday
- 1971: My Girl Sunday
- 1971: Excuse Me Baby
- 1971: I Love Onions
- 1972: The Future Is Past
- 1972: The Hits of Chicory Tip
- 1972: Son of My Father
- 1972: What's Your Name?
- 1973: Good Grief Christina
- 1973: Cigarettes, Women and Wine
- 1973: I. O. U.
- 1974: Take Your Time Caroline
- 1975: Survivor

### Albums
- 1972: Son of My Father
- 1974: The Best of Chicory Tip (compilatie)
- 1997: The Very Best of Chicory Tip (compilatie)
- 2007: The Singles Collection (compilatie)

### NPO Radio 2 Top 2000
| Nummer met noteringen in de NPO Radio 2 Top 2000 | '99  | '00  |
| ------------------------------------------------ | ---- | ---- |
| Son of my father                                 | 1857 | 1905 |

1. ↑  Een vetgedrukt getal geeft de hoogste notering aan.
2. ↑  Deze tabel is bijgewerkt tot en met de laatste editie (2024).